# 이행석
이행석(1984년 3월 26일 ~ )은 대한민국의 모델이자 탤런트, 영화배우이다. 단국대학교 경영학과에서 경영학으로 학사학위를 받았다.  이행석은 2006년 11월 4일 서울 강남구 학여울 서울무역전시장에서 열린 ‘2007 S/S시즌 서울컬렉션` 홍승완 패션쇼에 참석하기도 하는 등 모델로 활동하였다. 183cm의 훤칠한 키에 CD 한 장으로 가려지는 작은 얼굴을 지녀 '9등신'이라는 수식이 붙은 이행석은 SBS 간판 예능프로 'X-맨', KBS '스펀지', '스타 골든벨' 등 각종 예능프로그램에 출연하였다.

## 학력
- 단국대학교 경영학과 경영학 학사

## 방송
- 2004년  KBS 일요일은 101% 열혈남아

## 영화
- 2006년  폭력써클
- 2005년  사랑니
- 2013년  설인

## CF
- 세븐틴
- 엘르
- 에스콰이어
- 보그